# Stichprobenprüfung für Verbrauchsmessgeräte
Die Stichprobenprüfung für Verbrauchsmessgeräte ist ein amtliches Verfahren zur Verlängerung der Eichgültigkeit von Strom-, Gas-, Wasser-, und Wärmezählern, bei dem aus einem Los eine Zufallsstichprobe gezogen wird. Für diese wird die Einhaltung spezieller Fehlergrenzen bei einer staatlich anerkannten Prüfstelle überprüft. Wenn weniger als eine vorgeschriebene Zahl von Messgeräten die Prüfung nicht bestehen, dann verlängert sich die in der Eichordnung festgelegte Eichgültigkeit für alle Geräte des Loses um jeweils eine bestimmte Zeit (z. B. fünf Jahre bei Stromzählern, drei Jahre bei Wasserzählern, vier Jahre bei Gaszählern), ggfs. auch mehrmals. Der Eichstempel der nicht geprüften Messgeräte wird dabei nicht erneuert, da er lediglich das Jahr der letzten Eichung dokumentiert und keine Angaben über das Ende der Eichgültigkeit enthält. Die Zugehörigkeit jedes einzelnen Zählers zu einem Los und dessen individuelle neue Eichgültigkeit sind in der Prüfstelle zum Nachweis dokumentiert.
So kommt es, dass Zähler auch nach Ablauf der in der in Anlage 7 der Mess- und Eichverordnung (bis 1. Januar 2015 Anhang B der Eichordnung) festgelegten (Grund-)Eichgültigkeit durchaus noch gültig amtlich geeicht sind und im „geschäftlichen Verkehr“ verwendet werden dürfen.
In einem Los dürfen verschiedene Zähler gleicher Bauart und Größe zusammengefasst werden, sofern sie unter vergleichbaren Einsatzbedingungen betrieben werden (z. B. gleiche Wasserqualität). In der Gasversorgung darf ein Los nur aus Zählern der gleichen Bauart, des gleichen Herstellers, der gleichen Zählergröße bestehen.
Der Einsatz des Stichprobenprüfung muss der im jeweiligen Bundesland zuständigen Eichaufsichtsbehörde angezeigt werden, welche die Verlängerung jedes einzelnen Loses anhand der mitgeteilten Prüfergebnisse genehmigt.
Eine Beschreibung des Verfahrens z. B. für Elektrizitätszähler mit Losgrößen, zugehöriger Stichprobengröße und Annahme- bzw. Abweisgrenze für Stromzähler findet sich in: Verfahren zur Stichprobenprüfung von Elektrizitätszählern und von elektronischen Zusatzeinrichtungen.